# Мільнер Бенціон Захарович
Бенціон (Борис) Захарович Мільнер (10 листопада 1929, Черкаси — 22 липня 2013) — радянський і російський економіст, доктор економічних наук, професор, член-кореспондент Російської академії наук, дійсний член РАПН; найбільший російський фахівець в області теорії організації і управління, заслужений діяч науки і техніки РРФСР, член ряду зарубіжних академій і асоціацій.

## Біографія
- Народився в сім'ї інженера Захара (Зуся) Йосиповича (1905—?) і домогосподарки Сари Соломоновни (1907—1992) Мільнер. Обидва батьки походили із Запоріжжя. В роки війни між Німеччиною та Радянським Союзом сім'ю було евакуйовано в Андижан (мешкали на вулиці Ошської, 11), звідки вони переїхали до Ржева.
- У 1950 році закінчив Всесоюзний юридичний заочний інститут
- У 1953 р. закінчив Московський інженерно-економічний інститут.
- З 1953 року працював на Климовському машинобудівному заводі і одночасно в редакції журналу «Соціалістична праця» спеціальним кореспондентом.
- У 1961—1969 рр. — науково-викладацька діяльність на кафедрі «Організація і планування промислових підприємств» МІНГ імені Г. В. Плеханова, очолював Центральну науково-дослідну економічну лабораторію (ЦНИИЭЛ) при МІНГ імені Г. В. Плеханова
- У 1970-ті роки читав курс лекцій на економічному факультеті МДУ імені Ломоносова (кафедра Г. Х. Попова)
- У 1969—1976 рр. — завідувач відділу систем управління в Інституті США і Канади АН СРСР
- У 1976—1986 роках працював заступником директора з наукової роботи ВНДІ системних досліджень ДКНТ і Академії наук (нині Інститут системного аналізу РАН).
- З 1987 по 2000 рр.— перший заступник директора Інституту економіки Російської академії наук
- З 2000 року — Головний науковий співробітник Інституту економіки Російської академії наук, одночасно завідувач кафедри «Організація управління» Державного університету управління.
- У 2006 році перетворив кафедру «Організація управління» Державного університету управління в першу в Росії кафедру «Управління знаннями», якою завідував до 2011 року.

Державна і громадська діяльність
Протягом 10 років (1976—1986 рр.) був заступником голови ради за комплексною програмою науково-технічного прогресу СРСР при президії Академії Наук СРСР.
Брав участь у загальноросійському об'єднанні «Круглий стіл бізнесу Росії», Громадському фонді «Кращі менеджери».
Членство у наукових товариствах і академіяхПротягом усієї наукової діяльності був членом редколегій і постійним автором журналів «Вопросы экономики», «Организация управления», «Экономические науки в России», «Вестник института экономики», «Россицйский журнал менеджмента», а також регіональним редактором американського журналу «Journal of Emerging Markets», був членом Вчених рад низки НДІ і Вузів.
Мільнер Б. З. обраний членом таких зарубіжних і міжнародних академій і асоціацій:
- Американської асоціації управління (1975)
- Американської академії управління (1976)
- Міжнародної академії управління (Іспанія) (1977)
- Фінської академії технічних наук (1981)
- Італійської академії наук і мистецтв «TIBERINA» (1989)
- Всесвітньої ради по науковому управлінню (1990)
- Міжнародної економічної академії «Євразія» (1997)
- Міжнародної академії інформатизації (1998)

Як запрошений професор викладав у закордонних навчальних закладах — університет Сан-Джон (США), Вища національна технічна школа (Франція), інститут Кеннана (США), Ханьянский університет (Республіка Корея), Університет Бокконі (Італія), Слоуновська школа управління Массачусетського технологічного інституту (США).
Бенціон Захарович Мільнер помер після тривалої хвороби 22 липня 2013 року.

## Нагороди та звання
- орден «Знак Пошани» (1975)[4]
- Заслужений діяч науки і техніки РРФСР (1980)
- Звання «Почесний доктор» Державного університету управління з врученням диплома, мантії та медалі (1999)
- Національна громадська премія імені Петра Великого «За особистий внесок у розвиток теорії управління економікою» (1999)
- Медаль імені В. В. Леонтьєва «За досягнення в галузі економіки» Російської Академії Природничих Наук (2004)
- орден Пошани (2004)[7]
- Премія міжнародного національного фонду економічних досліджень академіка М. П. Федоренка (МПФЭИ) за видатний внесок у розвиток економічної науки Росії (2005)[8]

## Основні напрямки наукової діяльності
- економіка знань
- управління знаннями та інтелектуальні ресурси
- горизонтальні зв'язки і управління інноваціями
- системний підхід до проектування організаційних комплексів
- організація програмно-цільового управління
- теорія управління в системі наук

За 50 років науково-педагогічної діяльності Мільнер Б. З. підготував понад 70 кандидатів економічних наук. Серед його учнів відомі науковці, керівники наукових організацій, органів державної влади, промислових підприємств, відомі громадські діячі.

## Родина
- Дружина — Бетті Йосипівна Мільнер (1930), лікар-вірусолог
- Син — Юрій Борисович Мільнер, інтернет-інвестор, один із засновників Mail.ru Group і власник DST Global
- Дочка — Марина Борисівна Істоміна, архітектор
- Онук — Кирило Істомін, дизайнер

### Підручники
1. Теория организации. Курс лекций. / Мильнер Б. З. — Москва: ИНФРА — М, 1998. — 336с.
2. Теория организации: Учеб. для студентов вузов, обучающихся по экон. спец. / Б. З. Мильнер. — Изд. 2-е, перераб. и доп. — М.: ИНФРА-М, 1999. — 477 c. ISBN 5-16-000079-8.
3. Теория организации: Учеб.: [Для вузов по экон. спец.] / Б. З. Мильнер. — 2-е изд., перераб. и доп. — М.: ИНФРА-М, 2002. — 477 с. ISBN 5-16-000884-5.
4. Теория организации: Учеб. для студентов вузов, обучающихся по направлению подгот. 521500 Менеджмент и по специальностям 061000 Гос. и муницип. управление, 061100 Менеджмент организации / Б. З. Мильнер. — 3-е изд., перераб. и доп. — М.: ИНФРА-М, 2002. — 558 с. ISBN 5-16-001174-9.
5. Теория организации: [Учебник] / Б. З. Мильнер. — 3-е изд., перераб. и доп. — М.: ИНФРА-М, 2003. — 558 с. ISBN 5-16-001174-9 (В пер.).
6. Теория организации: Учеб.: Для студентов вузов, обучающихся по направлению подгот. 521500 Менеджмент и по спец. 061000 Гос. и муницип. упр., 061100 Менеджмент организации / Б. З. Мильнер. — 3- е изд., перераб. и доп. — М.: ИНФРА-М, 2003. — XVII, [1], 558 с. — (Высшее образование). ISBN 5-16-001338-5.
7. Теория организации: учебник: для студентов высших учебных заведений, обучающихся по направлению подготовки 521500"Менеджмент", специальностям 061000 «Государственное и муниципальное управление», 061100 «Менеджмент организации» / Б. З. Мильнер. — Изд. 4-е, перераб. и доп. — Москва: Инфра-М, 2005. — 646 с. — (Высшее образование). ISBN 5-16-002165-5.
8. Мильнер, Борис Захарович: учебник: для студентов вузов, обучающихся по направлению подготовки 521500 Менеджмент, специальностям 061000 Государственное и муниципальное управление, 061100 Менеджмент организации / Б. З. Мильнер. — Изд. 5-е, перераб. и доп. — Москва: ИНФРА-М, 2005. — 718 с. ISBN 5-16-002339-9.
9. Управление знаниями в корпорациях / Б. З. Мильнер, З. П. Румянцева, В. Г. Смирнова, А. В. Блинникова; под ред. Б. З. Мильнера; Нац. Совет по корпоративному упр., Акад. нар. хоз-ва при Правительстве РФ, Гос. ун-т упр. — Москва: Дело, 2006. — 303 с. — (Серия Управление корпорацией). ISBN 5-7749-0438-5.
10. Мильнер Б. З. Корпоративная культура. Учебное пособие. Под ред. А. Г. Поршнева и Б. З. Мильнера. Авторский коллектив: Дерябина М. А., Исправникова Н. Ф., Лапин Н. И., Лукашенко О. В. и др. Москва: ГОУВПО Государственный университет управления, 2003.
11. Теория организации: учебник: для студентов высших учебных заведений, обучающихся по направлению подготовки 521500 Менеджмент, специальностям 061000 Государственное и муниципальное управление, 061100 Менеджмент организации / Б. З. Мильнер. — Изд. 6-е, перераб. и доп. — Москва: Инфра-М, 2007. — 794 с. ISBN 978-5-16-002907-8.
12. Теория организации: учебник: для студентов высших учебных заведений, обучающихся по направлению подготовки 521500 «Менеджмент», специальностям 061000 «Государственное и муниципальное управление», 061100 «Менеджмент организации» / Б. З. Мильнер. — Изд. 5-е, перераб. и доп. — Москва: ИНФРА-М, 2006[то есть 2005]. — 718 с. — (Высшее образование). ISBN 5-16-002548-0.
13. Теория организации: учебник: для студентов высших учебных заведений, обучающихся по направлению подготовки 521500 Менеджмент, специальностям 061000 Государственное и муниципальное управление, 061100 Менеджмент организации / Б. З. Мильнер. — Изд. 6-е, перераб. и доп. — Москва: Инфра-М, 2008. — 794 с. — (Высшее образование). ISBN 978-5-16-003167-5.
14. Теория организации: Учеб. для студентов вузов, обучающихся по направлению подгот. 521500 Менеджмент, спец. 061000 Гос. и муницип. упр., 061100 Менеджмент орг. / Б. З. Мильнер. — 4-е изд., перераб. и доп. — М.: Инфра-М, 2004 (Н. Новгород: ГИПП Нижполиграф). — 646,[1] с. ISBN 5-16-001815-8.
15. Теория организации: учебник: для студентов высших учебных заведений, обучающихся по направлению подготовки 521500 «Менеджмент», специальностям 061000 «Государственное и муниципальное управление», 061100 «Менеджмент организации» / Б. З. Мильнер. — Изд. 7-е, перераб. и доп. — Москва: Инфра-М, 2008. — 862,[2] с. ISBN 978-5-16-003319-8.
16. Теория организации: учебник: для студентов высших учебных заведений, обучающихся по направлению подготовки 521500 «Менеджмент», специальностям 061000 «Государственное и муниципальное управление», 061100 «Менеджмент организации» / Б. З. Мильнер. — Изд. 7-е, перераб. и доп. — Москва: Инфра-М, 2009 [то есть 2008]. — 862, [2] с. ISBN 978-5-16-003319-8.
17. Управление знаниями в инновационной экономике: учебник по специальности «Менеджмент организации» / [Мильнер Б. З., Катькало В. С., Орлова Т. М., доктора экон. наук, профессора и др.]; под ред. Б. З. Мильнера. — Москва: Экономика, 2009. — 598,[1] с. ISBN 978-5-282-02982-6.
18. Теория организации: учебник: для студентов высших учебных заведений, обучающихся по направлению подготовки 521500 «Менеджмент», специальностям 061000 «Государственное и муниципальное управление», 061100 «Менеджмент организации» / Б. З. Мильнер. — Изд. 7-е, перераб. и доп. — Москва: ИНФРА-М, 2010. — 862, [1] с. — (Высшее образование). ISBN 978-5-16-004038-7.
19. Теория организации: учебник: для студентов высших учебных заведений, обучающихся по направлению подготовки 080200 «Менеджмент»: соответствует Федеральному государственному образовательному стандарту 3-го поколения / Б. З. Мильнер. — Изд. 8-е, перераб. и доп. — Москва: ИНФРА-М, 2012. — 848, [2] с. ISBN 978-5-16-004700-3.
20. Управление современной компанией. Учебник. Под ред. проф. Бориса Мильнера — ГУУ (Россия) и проф. Фрэнсиса Лииса — Университет Сан –Джон (США). Российская часть: А. Поршнев, Б. Мильнер, А. Захаров, В. Прудников, А. Брум, А. Чесноков, С. Мясоедов, А. Манюшис. Американская часть: Т. Бонапарт, Ф. Лиис, П. Тобин, Г. Лазарус, С. Амплеби, М. Юрецкий, Д. Ангелидис. Москва: ИНФРА — М, 2001.

### Книги (монографії та колективні монографії), статті в наукових журналах
1. Управление знаниями: Эволюция и революция в орг. / Бенцион Захарович Мильнер. — М.: ИНФРА-М, 2003. — XIV, 177 с. ISBN 5-16-001668-6.
2. Организация и её деловая среда / В. Г. Смирнова, Б. З. Мильнер, Г. Р. Латфуллин, В. Г. Антонов; Гос. ун-т упр., Нац. фонд подгот. кадров; [Науч. ред. Наумов А. И.]. — М.: ИНФРА-М, 2000. — XIV,174 с. — (Модульная программа для менеджеров; 2). ISBN 5-16-000276-6 (Модуль 2).
3. Системный подход к организации управления / Б. З. Мильнер, Л. И. Евенко, В. С. Рапопорт. — М.: Экономика, 1983. — 224 с.
4. Договорные формы управления: постановка проблемы и пути решения: Материалы Моск. совещ. / [Отв. ред.: д. э. н. Б. З. Мильнер и др.]. — М.: ВНИИСИ, 1981. — 114 с. ВНИИ систем. исслед.
5. Экономический механизм и научно-технический прогресс: Материалы болг.-сов. семинара [Варна, сент. 1984 / Отв. ред. Б. З. Мильнер, В. Д. Рудашевский]. — М.: ВНИИСИ, 1985. — 87 с.
6. Проблемы межотраслевого управления. — М.: Экономика, 1982. — 81 с. — 6500 экз.
7. Организация программно-целевого управления. — М.: Наука, 1980. — 376 с.
8. СССР — Финляндия: вопросы организации научно-технического сотрудничества: (Материалы совмест. сов.-финлянд. исслед.) / ВНИИ систем. исслед.; Под ред. Б. З. Мильнера, И. А. Ганина. — М.: ВНИИСИ: Фин. часть рабочей группы по методологии Сов.-финлянд. комис. по науч.-техн. сотрудничеству, 1980. — 359 с.
9. Реформы управления и управление реформами: [В 2 ч.] / Б. З. Мильнер; Рос. акад. наук. Ин-т экономики. — М.: Ин-т экономики, 1994. ISBN 5-201-03392-X. Ч. 1. — [1], 245 с. Ч. 2. — [1], 181 с.
10. Организация и её деловая среда / В. Г. Смирнова, Б. З. Мильнер, Г. Р. Латфуллин, В. Г. Антонов; Гос. ун-т упр., Нац. фонд подгот. кадров. — М.: ИНФРА- М, 1999. — XXIII, 212, [1] с. — (Модульная программа для менеджеров; 2). ISBN 5-16-000068-2. — ISBN 5-16-000063-1 (Модуль2).
11. Американские буржуазные теории управления: Крит. анализ / [Чл.-кор. АН СССР В. Г. Афанасьев, Д. М. Гвишиани, Ю. И. Бобраков и др.]; Под ред. д. э. н. Б. Э. Мильнера, к. э. н. Е. А. Чижова. — Москва: Мысль, 1978. — 366 с.
12. Организация управления в капиталистических фирмах: [Сб. статей: Переводы / Сост. Б. А. Щенников; Авт. предисл. Мильнер Б. З.]. — Москва: Экономика, 1978. — 159 с.
13. Принципы и методы формирования структур управления организациями и целевыми программами: [Сб. статей / Отв. ред. Б. З. Мильнер, В. С. Рапопорт]. — Москва: ВНИИСИ, 1978. — 113 с. — (Сборник трудов / ВНИИ систем. исслед.; Вып. 7). На обл. только загл. сер.
14. Инновационное развитие: экономика, интеллектуальные ресурсы, управление знаниями / [Мильнер Борис Захарович — д. э. н., проф., Макаров Валерий Леонидович — акад. РАН, д. э. н., проф., Маевский Владимир Иванович — акад. РАН, д. э. н., проф. и др.]; под общ. ред. д-ра экон. наук, проф. Б. З. Мильнера; Федер. агентство по образованию, Гос. образоват. учреждение высш. проф. образования «Рос. экон. акад. им. Г. В. Плеханова» (ГОУ ВПО «РЭА им. Г. В. Плеханова»). — Москва: ИНФРА-М, 2009. — 624 с.: ил.; 22 см. — (Научная мысль) (Экономика) ISBN 978-5-16-003649-6.
15. Инновационное развитие: экономика, интеллектуальные ресурсы, управление знаниями / [Мильнер Бенцион Захарович — д. э. н., проф., Макаров Валерий Леонидович, Маевский Владимир Иванович — академики РАН, доктора экон. наук, профессора и др.]; под общ. ред. д. э. н., проф. Б. З. Мильнера; Федеральное агентство по образованию, Гос. образовательное учреждение высш. проф. образования «Российская экономическая акад. им. Г. В. Плеханова» (ГОУ ВПО «РЭА им. Г. В. Плеханова»). — Москва: ИНФРА-М, 2010 (то есть 2009) (Можайск (Моск. обл.): Можайский полиграфкомбинат). — 624 с. — (Научная мысль). Авт. указаны на с. 3—4. — Фактическая дата выхода в свет: 2009. ISBN 978-5-16-003649-6.
16. Американский капитализм и управленческие решения: Теория и методы принятия решений / [Б. З. Мильнер, Л. И. Евенко, Ю. А. Ушанов и др.; Отв. ред. канд. экон. наук Л. И. Евенко]; АН СССР, Ин-т США и Канады. — Москва: Наука, 1977. — 288 с.
17. Организация управления крупным промышленным комплексом: Опыт КамАЗа / [Канд. экон. наук Евенко Л. И., Клепацкий Б. Т., д-р экон. наук Мильнер Б. З. и др.; Под общ. ред. Б. З. Мильнера]. — Москва: Экономика, 1977. — 142 с.
18. Организация управления крупным промышленным комплексом: Опыт КамАЗа / [Канд. экон. наук Евенко Л. И., Клепацкий Б. Т., д-р экон. наук Мильнер Б. З. и др.; Под общ. ред. д-ра экон. наук Б. З. Мильнера]. — Москва: Экономика, 1977. — 142 с.
19. Принципы и методы формирования структур управления организациями и целевыми программами: [Сб. статей / Отв. ред. Б. З. Мильнер, В. С. Рапопорт]. — Москва: ВНИИСИ, 1978. — 113 с.
20. Американский капитализм и управленческие решения: Теория и методы принятия решений / [Б. З. Мильнер, Л. И. Евенко, Ю. А. Ушанов и др.; Отв. ред. канд. экон. наук Л. И. Евенко]; АН СССР, Ин-т США и Канады. — Москва: Наука, 1977. — 288 с.
21. Теория организации / Б. З. Мильнер. — Изд. 8-е, перераб. и доп. — Москва: ИНФРА-М, 2012 [то есть 2011]. — 808 с. ISBN 978-5-16-005111-6.
22. Организация создания инноваций (горизонтальные связи и управление) / Мильнер Б. З., Орлова Т. М. Москва: ИНФРА — М.: 2013.
23. Проблемы управления в экономике знаний (по материалам Первой Международной конференции «Управление знаниями в современной экономике».) Под общ. ред.: В. Я. Афанасьева и Б. З. Мильнера, А. Л. Гапоненко, В. В. Иванов, В. П. Тихомиров. Москва: ГОУВПО Государственный университет управления, 2010.
24. АВТОВАЗ на рубеже эпох. Под ред. Абалкина Л. И., Коллектив авторов: Мильнер Б. З., Гловацкая Н. Г., Лазуренко С. Г., Нешитой А. С., Кацура П. М., Башинджагян Е. А., Летенко А. В. Москва: Институт Экономики РАН, 2006.
25. Конференция лауреатов и стипендиатов 2005 года / Мильнер Б. З. Доклад на церемонии вручения премии Международного научного фонда академика Н. П. Федоренко. Москва: Международный научный фонд академика Н. П. Федоренко, 2006.
26. Стратегический ответ России на вызовы нового века. Под общ. ред. академика Л. И. Абалкина. Коллектив авторов: Мильнер Б. З., Погосов И. А., Гловацкая Н. Г., Лазуренко С. Г., Музычук В. А., Маевский В. И. и др. Москва: Изд-во «Экзамен», 2004.
27. Менеджмент в России на рубеже веков: опыт лучших и стратегия успеха / Мильнер Б. З. Доклад. Москва: Общественный фонд «Лучшие менеджеры». 2000.
28. Мильнер Б. З. Предисловие и научное редактирование русского перевода книги Дугласа Норта «Институты, институциональные изменения и функционирование экономики». Москва: Фонд экономической книги «Начала». 1997.
29. Карпухин Д. Н., Мильнер Б. З. Редактирование русского перевода двухтомника энциклопедического справочника «Современное управление». Москва: Издатцентр, 1997.
30. Доверие — ключ к успеху экономических реформ (Материалы Круглого стола). Отв. редактор Б. З. Мильнер. Коллектив авторов: Л. И. Абалкин, М. В. Шмаков, Д. С. Львов, Н. М. Римашевская, Н. И. Лапин и др. Москва: Институт Экономики РАН, 1998.
31. Организация управления. Проблемы перестройки. Под ред. Д. М. Гвишиани, Б. З. Мильнера. Авторский коллектив: С. С. Шаталин, Е. Т. Гайдар, В. Н. Герасимович, Л. И. Лехциер, В. С. Рапопорт и др. Москва: Изд-во «Экономика», 1987.
32. Японский парадокс. Б. З. Мильнер, И. С. Олейник, С. А. Рогинко. Москва: Изд-во «Мысль», 1985.
33. США: организационные проблемы управления. Под ред. Мильнера Б. З. Авторский коллектив: Е. С. Шершнев, В. С. Рапопорт, Л. И. Евенко, Е. А. Чижов и др. Москва: Изд-во «Мысль», 1976.
34. Организационные структуры управления производством. Под редакцией Б. З. Мильнера. Коллектив авторов: Л. И. Евенко, В. С. Рапопорт, Е. С. Шершнев. Москва: Изд-во «Экономика», 1975.
35. США: современные методы управления. Под ред. Мильнера Б. З. Авторский коллектив: Г. А. Арбатов, Л. И. Евенко, Ю. В. Катасонов, Е. А. Чижов и др. Москва: Изд-во «Наука», 1971.
36. Экономический поиск. Авторский коллектив: Б. З. Мильнер, Г. А. Пруденский, И. М. Разумов, С. Е. Каменицер и др. Москва: Изд-во «Знание», 1967.
37. Нормирование работ по обслуживанию производства. Москва: Изд-во «Экономика», 1964.
38. Б. Мильнер. Кризис управления. Журнал «Вопросы экономики», 1993, № 1 с.79-91
39. Б. Мильнер. Управление промышленностью: проблемы и решения. Журнал «Вопросы экономики», 1993, № 9 с.30-41
40. Б. Мильнер. Крупные корпорации — основа подъёма и ускоренного развития экономики. Журнал «Вопросы экономики», 1993, № 9 с.66-76
41. Б. Мильнер., Е. Торкановский. Приватизация и управление. Журнал «Вопросы экономики», 1994, № 3 с.36-48
42. Б. Мильнер. Качество управления — важный фактор экономической безопасности. Журнал «Вопросы экономики», 1994, № 12 с.54-64
43. Б. Мильнер. Управление: пути преодоления кризиса. Журнал «Вопросы экономики», 1997, № 6 с.36-47
44. Б. Мильнер. Фактор доверия при проведении реформ. Журнал «Вопросы экономики», 1998, № 4 с.27-38
45. Б. Мильнер. Уроки бюрократической системы управления. Журнал «Вопросы экономики», 1999, № 1 с.77-87
46. Б. Мильнер. Управление знаниями — вызов XXI века. Журнал «Вопросы экономики», 1999, № 9 с.108-118
47. Б. Мильнер. исполнительная власть: принципы организации и управления. Журнал «Вопросы экономики», 2002, № 7 с.94-108
48. Мильнер Б. З. Лекция. «Экономика знаний» и новые требования к управлению. Журнал «Проблемы теории и практики управления», 2008, № 1 с.108-120
49. Мильнер Б. З.  Лекция. Понятие, разновидности и источники знаний. Журнал «Проблемы теории и практики управления», 2008, № 2 с.106-119
50. Мильнер Б. З.  Лекция. Нематериальные активы компании. Журнал «Проблемы теории и практики управления», 2008, № 3 с.109-118
51. Мильнер Б. З.  Организация творческой деятельности: основные принципы и цели. Журнал «Проблемы теории и практики управления», 2011, № 7 с.8-20
52. Мильнер Б. З.  Горизонтальные связи в организации и управление инновациями. Журнал «Проблемы теории и практики управления», 2011, № 10 с.19-30
53. Мильнер Б. З. Орлова Т. М.  Горизонтальное управление: доверие, координация, лидерство. Журнал «Проблемы теории и практики управления», 2012, № 11-12 с.79-96
54. Мильнер Б. З. Орлова Т. М.  Малый бизнес: проблемы организации и управления. Журнал «Проблемы теории и практики управления», 2013, № 4 с.18-30